# Nils Zenzén
Nils Magnus Zenzén, född den 28 januari 1883 i Skövde församling, Skaraborgs län, död den 4 juni 1959 i Djursholm, Danderyds församling, Stockholms län, var en svensk museiman. 
Zenzén avlade mogenhetsexamen vid Karlstads högre allmänna läroverk 1901, filosofie kandidatexamen vid Uppsala universitet 1906 och, efter att ha bedrivit studier vid universitetet i Heidelberg 1907–1908, filosofie licentiatexamen vid Stockholms högskola 1914. Han genomförde geologiska studieresor till Norge, Tyskland, Schweiz och Italien. Zenzén var amanuens vid Stockholms högskolas mineralogiska institution 1908–1910, lärare vid Djursholms samskola 1912–1913, andre amanuens vid Naturhistoriska riksmuseets mineralogiska avdelning 1914–1916, assistent där 1916–1926, museiassistent där från 1926 till sin pensionering. Han utförde geologiska undersökningar bland annat vid Kiruna och Sala samt i Offerdal och Idre. Zenzén var ordförande i Geologiska Föreningen 1940. Han utgav skrifter av mineralogiskt och geologiskt innehåll och särskilt studier av den svenska mineralogiska och geologiska forskningens historia. Zenzén var medarbetare i Nordisk familjebok (tredje upplagan), i Svenska män och kvinnor och i Svenskt biografiskt lexikon. Han blev riddare av Vasaorden 1938. Zenzén vilar på Norra begravningsplatsen utanför Stockholm.